# キングコングのほにゃらじお
『キングコングのほにゃらじお』は2001年4月1日から2009年10月3日まで朝日放送ラジオ（ABCラジオ）で放送されていたラジオ番組。

## 番組概要
- トーク中心の番組であり、基本的にオープニングでの近況報告とリスナーからの『はがきのコーナー』で成り立っている。お笑いへの熱いトークから、出演番組などの裏話、スキャンダルなどの報告、程度の低い下ネタまで聞ける。

- インターネットラジオWEBIOでも聞くことができたため、「海外で聞いている」というリスナーも居た。

- 基本的にキングコングが好きなことを思いつきでする番組であるため、突然、エロ本を買いにコンビニに出かけさせたり、ピザを注文したり、ダーツ大会を開催したり、ゲストであるはずのなすなかにし、イシバシハザマにオープニングをやらせたり、収録中に芸人仲間や「電話して」と投稿したリスナーに突然電話をかけたりするなど内容としては自由奔放である。

- 毎週ハガキを読まれた人全員に特製ステッカーが当たるが、それとは別に、ハガキが読まれた人の中からキングコングの独断で決めた一人に、西野亮廣の元彼女の名前が由来になっている｢番組特製の謎グッズ｣がもらえた。その中身は届いた人へのお楽しみとなっている。当初は「まみちゃん」だったが、2008年頃より、新しく｢つかさちゃん｣が送られている。

## エピソード
- 担当ディレクターは初代が藤井さん。藤井さんがテレビ制作に移動になったため、みやーんが2代目に就任した（どちらもABC社員）。そのみやーんも｢卒業｣し、その後、何人かのディレクターが担当した模様。番組構成には関西の放送作家、森脇尚志が第1回から付いている。スタジオで笑っていた人物が森脇である。

- ランディーズ・りあるキッズ・なすなかにし・イシバシハザマなど仲の良い芸人が出演することがたまにある。イシバシハザマは「準レギュラー」的扱いだったが、ゴチャ・まぜっ!火曜日に出るようになってから出演しなくなった。また「ゲスト」として出演していた「げん」は、梶原の学生時代の親友である。番組内で、共に上京した彼女が浮気をしていたことを明らかにし、破局したことを明らかにした。

- 2002年10月27日、 一度だけ番組名が「キングコングのアベッカム」になったことがある。「アベックス」とは西野の学生時代の友人・あべ君のことで、キングコングの思いつきで番組名が改名され、新聞各紙のラジオ欄にも「アベッカム」と書かれていた。

- 2003年3月、放送100回目を迎えたが、梶原がストレスによる病気で仕事を休業中だった為、記念のイベントの一つとして女性アシスタントとして塩谷由佳が加入した。2004年3月に番組を卒業。

- 梶原が休業後、復帰初の番組として出演したのが、この番組であった。

- 2005年4月に放送時間が、日曜深夜から水曜深夜に移動。以来、生放送・収録を交互に放送しているが、どちらにしろキングコングのどちらかが収録に遅刻することもある。この頃から、終盤に行っていた音楽のコーナー（アーティストからのコメントと曲を放送）が廃止された。これは、キングコングの「もっと喋りたい」という要望の為だった。

- 2006年4月から2007年3月までは、キングコングが唯一持っている関西ローカルのレギュラー番組であった。この事について西野が自身のブログで、「全く売れない時期から藤井さんはずっと使い続けてくれた。思い入れの深い番組。他の関西ローカルは卒業したが、このラジオだけは局からクビを切られない限り続ける」とコメントしている。しかし2007年4月から2009年3月の間は、読売テレビにて月に1度のレギュラー番組『大キングコング 情熱!しゃべり隊!!』があり、関西ローカルの番組は2つであった。

- 2008年2月13日に放送350回を達成。

- 2008年9月23日分にて、放送時間が水曜から土曜深夜に、及び番組表記も"KINGKONG'S HONYA RADIO"と英語表記になることを発表した（読み方は変わらない）。

- 2009年10月3日、8年間続いた歴史に幕を下した。

## 出演者
- キングコング（西野亮廣・梶原雄太）
- 森脇尚志（構成作家）

## 放送時間
- 2001年4月 - 2005年3月　日曜日24:30 - 25:00
- 2005年4月 - 2008年3月　水曜日25:00 - 25:30
  - 2005年8月は高石市の送信所工事を行う関係で放送休止（インターネットラジオは公開）
- 2008年4月 - 2008年9月　水曜日24:00 - 24:30
- 2008年10月 - 2009年10月　土曜日26:30 - 27:00

## ノベルティ
- ステッカー(～2005年頃)
- まみちゃん(～2008年頃)
- 大ちゃん(2002年頃)
- Newステッカー(2006年頃～)
- つかさちゃん(2008年頃～)

- いずれのノベルティも基本、番組で「はがき（おたより）」が紹介されなければ、貰える機会が無かったために、非常にレアな商品となっている。
- 笑っていいともの福袋プレゼントの際、梶原が番組ステッカーを商品のひとつとして入れていた。

## 今まで出演した事のある芸能人（音楽のコーナー除く）
- NON STYLE
- 吉田敬（ブラックマヨネーズ）
- ランディーズ
- りあるキッズ
- なすなかにし
- イシバシハザマ
- 星ひとみ
- プラスマイナス
- メロン記念日
- ロシアンモンキー
- ブロンクス
- スマイル
- 銀シャリ
- 助川まりえ
- 田中涼子
- 二宮歩美
- 尾崎ナナ
- 素一

| 朝日放送ラジオ（ABCラジオ） 日曜24:30枠 | 朝日放送ラジオ（ABCラジオ） 日曜24:30枠 | 朝日放送ラジオ（ABCラジオ） 日曜24:30枠 |
| 前番組                                  | 番組名                                  | 次番組                                  |
| --------------------------------------- | --------------------------------------- | --------------------------------------- |
| 2丁拳銃R                                | キングコングのほにゃらじお              | 集英学園乙女研究部 （枠移動）           |

| 朝日放送ラジオ（ABCラジオ） 水曜25:00枠 | 朝日放送ラジオ（ABCラジオ） 水曜25:00枠 | 朝日放送ラジオ（ABCラジオ） 水曜25:00枠 |
| 前番組                                  | 番組名                                  | 次番組                                  |
| --------------------------------------- | --------------------------------------- | --------------------------------------- |
| ラジオマンスリーよしもと （枠移動）     | キングコングのほにゃらじお              | ABC発、午前1時                          |

| 朝日放送ラジオ（ABCラジオ） 水曜24:00枠   | 朝日放送ラジオ（ABCラジオ） 水曜24:00枠 | 朝日放送ラジオ（ABCラジオ） 水曜24:00枠   |
| 前番組                                    | 番組名                                  | 次番組                                    |
| ----------------------------------------- | --------------------------------------- | ----------------------------------------- |
| ミュージックパラダイス （22：00～25：00） | キングコングのほにゃらじお              | ミュージックパラダイス （22：00～25：00） |

| 朝日放送ラジオ（ABCラジオ） 土曜26:00枠 | 朝日放送ラジオ（ABCラジオ） 土曜26:00枠       | 朝日放送ラジオ（ABCラジオ） 土曜26:00枠 |
| 前番組                                  | 番組名                                        | 次番組                                  |
| --------------------------------------- | --------------------------------------------- | --------------------------------------- |
| ABCアシッド映画館 （26：00～27：00）    | キングコングのほにゃらじお （26：30～27：00） | -                                       |